# Список столиц США

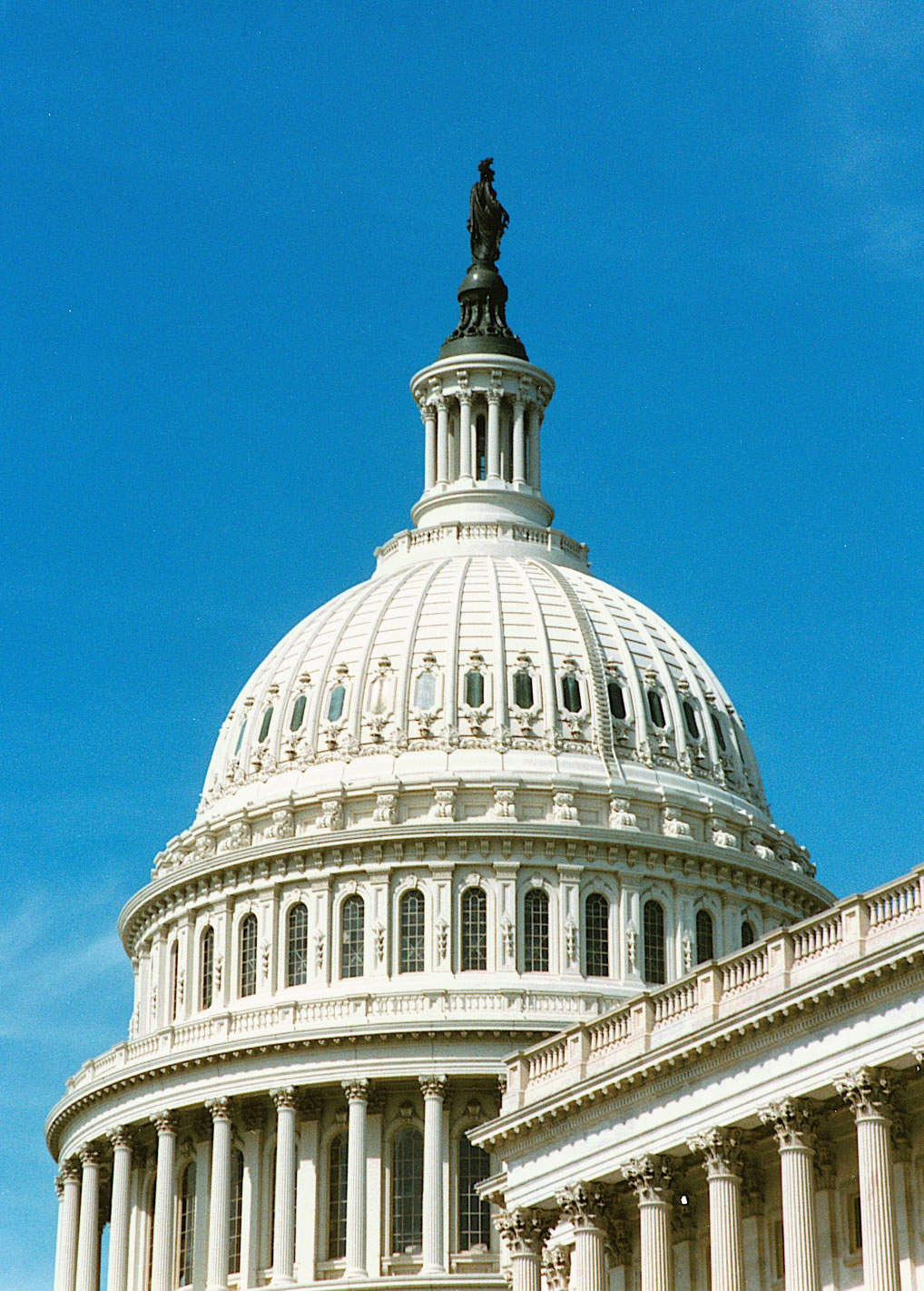
Капитолий США в Вашингтоне

Данная статья содержит список текущих и бывших национальных и субнациональных столиц США, а также бывших колоний, территорий, королевств, преобразованных в настоящее время в штаты.
В разное время в разных регионах права столицы могли переходить от одного города к другому, такие процессы типичны для регионов с высоким приростом населения или с политической нестабильностью. В первую очередь это было характерно для XIX века, когда было образовано много новых штатов, и в них происходил процесс выбора столицы.

## Национальные столицы
Текущей столицей США с 1800 года является Вашингтон.

### Исторические столицы США
- Филадельфия, Пенсильвания: с 5 сентября 1774 по 24 октября 1774, затем с 10 мая 1775 по 12 декабря 1776.
- Балтимор, Мэриленд: с 20 декабря 1776 по 27 февраля 1777
- Филадельфия, Пенсильвания: с 4 марта 1777 по 18 сентября 1777
- Ланкастер, Пенсильвания: 27 сентября 1777 (один день)
- Йорк, Пенсильвания: с 30 сентября 1777 по 27 июня 1778
- Филадельфия, Пенсильвания: с 2 июля 1778 по 21 июня 1783
- Принстон, Нью-Джерси: с 30 июня 1783 по 4 ноября 1783
- Аннаполис, Мэриленд: с 26 ноября 1783 по 19 августа 1784
- Трентон, Нью-Джерси: с 1 ноября 1784 по 24 декабря 1784
- Нью-Йорк, Нью-Йорк: с 11 января 1785 по 12 августа 1790
- Филадельфия, Пенсильвания: с 6 декабря 1790 по 14 мая 1800
- Вашингтон, Округ Колумбия: с 17 ноября 1800 по настоящее время.

### Столицы исторических государств, вошедших в состав США

#### Конфедеративные Штаты Америки
Конфедеративные Штаты Америки за свою историю имели три столицы:
- Монтгомери, Алабама, 1861
- Ричмонд, Виргиния, 1861—1865
- Данвилл, Виргиния, 1865

#### Республика Техас
До присоединения к Соединенным Штатам в 1845 году Техас был независимым государством, известным как Республика Техас. Его столицами в разное время были семь городов:
- Вашингтон-на-Бразосе, 1836
- Харрисбург, 1836
- Галвестон, 1836
- Веласко, 1836
- Уэст-Колумбия, 1836
- Хьюстон, 1837—1839
- Остин, 1839—1845

#### Королевствоиреспублика Гавайи
До того как стать территорией США в 1898 году, Гавайи были независимым государством. За это время столицами были два города:
- Лахайна, 1820—1845 (Гавайское королевство)
- Гонолулу, 1845—1894 (Гавайское королевство); 1894—1898 (Республика Гавайи)

## Административные центры штатов
Список административных центров штатов США не менялся с 1910 года, когда административный центр Оклахомы был перенесен из Гатри в Оклахома-Сити. После этой даты четыре территории США получили статус штатов (Аризона, Нью-Мексико, Аляска и Гавайи), но административные центры соответствующих территорий на 1910 год были теми же, что и сейчас.
В ближайшем будущем не ожидается изменений административных центров ни в одном из штатов США — подобный переезд весьма дорог.
Лишь в 17 из 50 штатов США (Айдахо, Айова, Аризона, Арканзас, Гавайи, Джорджия, Западная Виргиния, Индиана, Колорадо, Массачусетс, Миссисипи, Огайо, Оклахома, Род-Айленд, Южная Каролина и Юта) административный центр является крупнейшим городом.
Примечания:
- Текущие административные центры штатов выделены жирным шрифтом.
- Административные центры территорий выделены курсивом.
- Год указывает, когда город стал административным центром.

| Штат                                | Административный центр     | Дата | Примечания                                                                                                |
| ----------------------------------- | -------------------------- | ---- | --- |
| Айдахо Штат с 1890 года.            | Льюистон                   | 1863 | Административный центр территории Айдахо                                                                  |
| Айдахо Штат с 1890 года.            | Бойсе                      | 1864 | Административный центр территории Айдахо                                                                  |
| Айдахо Штат с 1890 года.            | Бойсе                      | 1890 | Административный центр штата                                                                              |
| Айова Штат с 1846 года.             | Берлингтон                 | 1837 | Административный центр территории Висконсин                                                               |
| Айова Штат с 1846 года.             | Берлингтон                 | 1838 | Административный центр территории Айова                                                                   |
| Айова Штат с 1846 года.             | Айова-Сити                 | 1841 | Административный центр территории Айова                                                                   |
| Айова Штат с 1846 года.             | Айова-Сити                 | 1846 | Административный центр штата                                                                              |
| Айова Штат с 1846 года.             | Де-Мойн                    | 1857 | Административный центр штата                                                                              |
| Алабама Штат с 1819 года.           | Сент-Стефенс               | 1817 | Административный центр территории Алабама                                                                 |
| Алабама Штат с 1819 года.           | Хантсвилл                  | 1819 | Административный центр штата                                                                              |
| Алабама Штат с 1819 года.           | Кахаба                     | 1820 | Административный центр штата                                                                              |
| Алабама Штат с 1819 года.           | Таскалуса                  | 1826 | Административный центр штата                                                                              |
| Алабама Штат с 1819 года.           | Монтгомери                 | 1846 | Административный центр штата, до 1861 года — столица КША                                                  |
| Аляска Штат с 1959 года.            | Ситка                      | 1808 | В то время Новоархангельск — центр русской Аляски                                                         |
| Аляска Штат с 1959 года.            | Ситка                      | 1867 | Административный центр департамента Аляска                                                                |
| Аляска Штат с 1959 года.            | Ситка                      | 1900 | Административный центр округа Аляска                                                                      |
| Аляска Штат с 1959 года.            | Джуно                      | 1906 | Административный центр округа Аляска                                                                      |
| Аляска Штат с 1959 года.            | Джуно                      | 1959 | Административный центр штата                                                                              |
| Аризона Штат с 1912 года.           | Прескотт                   | 1864 | Административный центр территории Аризона                                                                 |
| Аризона Штат с 1912 года.           | Тусон                      | 1867 | Административный центр территории Аризона                                                                 |
| Аризона Штат с 1912 года.           | Прескотт                   | 1877 | Административный центр территории Аризона                                                                 |
| Аризона Штат с 1912 года.           | Финикс                     | 1889 | Административный центр территории Аризона                                                                 |
| Аризона Штат с 1912 года.           | Финикс                     | 1912 | Административный центр штата                                                                              |
| Арканзас Штат с 1836 года.          | Арканзас-Пост              | 1819 | Административный центр территории Арканзас                                                                |
| Арканзас Штат с 1836 года.          | Литл-Рок                   | 1821 | Административный центр территории Арканзас                                                                |
| Арканзас Штат с 1836 года.          | Литл-Рок                   | 1836 | Административный центр штата                                                                              |
| Вайоминг Штат с 1890 года.          | Шайенн                     | 1869 | Административный центр территории Вайоминг                                                                |
| Вайоминг Штат с 1890 года.          | Шайенн                     | 1890 | Административный центр штата                                                                              |
| Вашингтон Штат с 1889 года.         | Орегон-Сити                | 1848 | Административный центр территории Орегон                                                                  |
| Вашингтон Штат с 1889 года.         | Сейлем                     | 1851 | Административный центр территории Орегон                                                                  |
| Вашингтон Штат с 1889 года.         | Олимпия                    | 1853 | Административный центр территории Вашингтон                                                               |
| Вашингтон Штат с 1889 года.         | Олимпия                    | 1889 | Административный центр штата                                                                              |
| Вермонт Штат с 1791 года.           | Уинсор                     | 1777 | Столица республики Вермонт                                                                                |
| Вермонт Штат с 1791 года.           | Уинсор                     | 1791 | Административный центр штата                                                                              |
| Вермонт Штат с 1791 года.           | Монтпилиер                 | 1805 | |
| Виргиния Штат с 1776 года.          | Джеймстаун                 | 1619 | Административный центр колонии Виргиния                                                                   |
| Виргиния Штат с 1776 года.          | Уильямсберг                | 1699 | Административный центр колонии Виргиния, первоначально назывался Мидл Плантэйшн                           |
| Виргиния Штат с 1776 года.          | Уильямсберг                | 1776 | Административный центр штата                                                                              |
| Виргиния Штат с 1776 года.          | Ричмонд                    | 1780 | Административный центр штата                                                                              |
| Виргиния Штат с 1776 года.          | Ричмонд                    | 1861 | С 29 мая 1861 по 9 апреля 1865 года — столица КША                                                         |
| Виргиния Штат с 1776 года.          | Данвилл                    | 1865 | С 3 по 10 апреля 1865 года — столица КША                                                                  |
| Виргиния Штат с 1776 года.          | Ричмонд                    | 1865 | Административный центр штата                                                                              |
| Висконсин Штат с 1848 года.         | Белмонт                    | 1836 | Административный центр территории Висконсин                                                               |
| Висконсин Штат с 1848 года.         | Берлингтон                 | 1837 | Административный центр территории Висконсин, сейчас часть Айовы                                           |
| Висконсин Штат с 1848 года.         | Мадисон                    | 1838 | Административный центр территории Висконсин                                                               |
| Висконсин Штат с 1848 года.         | Мадисон                    | 1848 | Административный центр штата                                                                              |
| Гавайи Штат с 1959 года.            | Лахайна                    | 1820 | Столица Королевства Гавайи                                                                                |
| Гавайи Штат с 1959 года.            | Гонолулу                   | 1845 | Столица Королевства Гавайи                                                                                |
| Гавайи Штат с 1959 года.            | Гонолулу                   | 1894 | Столица Республики Гавайи                                                                                 |
| Гавайи Штат с 1959 года.            | Гонолулу                   | 1898 | Административный центр территории Гавайи                                                                  |
| Гавайи Штат с 1959 года.            | Гонолулу                   | 1959 | Административный центр штата                                                                              |
| Делавэр Штат с 1776 года.           | Нью-Касл                   | 1704 | Административный центр колонии Делавэр                                                                    |
| Делавэр Штат с 1776 года.           | Довер                      | 1777 | Административный центр штата                                                                              |
| Джорджия Штат с 1776 года.          | Саванна                    | 1733 | Административный центр колонии Джорджия                                                                   |
| Джорджия Штат с 1776 года.          | Саванна                    | 1777 | Административный центр штата                                                                              |
| Джорджия Штат с 1776 года.          | Огаста                     | 1779 | Административный центр штата                                                                              |
| Джорджия Штат с 1776 года.          | Хердс-Форт (Вашингтон)     | 1780 | Административный центр штата                                                                              |
| Джорджия Штат с 1776 года.          | Огаста                     | 1781 | Административный центр штата                                                                              |
| Джорджия Штат с 1776 года.          | Саванна                    | 1782 | Административный центр штата                                                                              |
| Джорджия Штат с 1776 года.          | Эбенезер                   | 1782 | Административный центр штата                                                                              |
| Джорджия Штат с 1776 года.          | Саванна                    | 1784 | Административный центр штата                                                                              |
| Джорджия Штат с 1776 года.          | Огаста                     | 1786 | Административный центр штата                                                                              |
| Джорджия Штат с 1776 года.          | Луисвилл                   | 1796 | Административный центр штата                                                                              |
| Джорджия Штат с 1776 года.          | Милледжвилл                | 1807 | Административный центр штата                                                                              |
| Джорджия Штат с 1776 года.          | Мейкон                     | 1864 | Административный центр штата                                                                              |
| Джорджия Штат с 1776 года.          | Милледжвилл                | 1865 | Административный центр штата                                                                              |
| Джорджия Штат с 1776 года.          | Атланта                    | 1868 | Административный центр штата                                                                              |
| Западная Виргиния Штат с 1863 года. | Уилинг                     | 1863 | Административный центр штата                                                                              |
| Западная Виргиния Штат с 1863 года. | Чарлстон                   | 1870 | Административный центр штата                                                                              |
| Западная Виргиния Штат с 1863 года. | Уилинг                     | 1875 | Административный центр штата                                                                              |
| Западная Виргиния Штат с 1863 года. | Чарлстон                   | 1885 | Административный центр штата                                                                              |
| Иллинойс Штат с 1818 года.          | Каскаския                  | 1809 | Административный центр территории Иллинойс                                                                |
| Иллинойс Штат с 1818 года.          | Вандалия                   | 1819 | Административный центр штата                                                                              |
| Иллинойс Штат с 1818 года.          | Спрингфилд                 | 1839 | Административный центр штата                                                                              |
| Индиана Штат с 1816 года.           | Винсеннес                  | 1800 | Административный центр территории Индиана                                                                 |
| Индиана Штат с 1816 года.           | Коридон                    | 1813 | Административный центр территории Индиана                                                                 |
| Индиана Штат с 1816 года.           | Коридон                    | 1816 | Административный центр штата                                                                              |
| Индиана Штат с 1816 года.           | Индианаполис               | 1825 | Административный центр штата                                                                              |
| Калифорния Штат с 1850 года.        | Монтерей                   | 1777 | Столица Калифорний, а впоследствии территории Верхняя Калифорния под испанским и мексиканским подчинением |
| Калифорния Штат с 1850 года.        | Сан-Хосе                   | 1850 | Административный центр штата                                                                              |
| Калифорния Штат с 1850 года.        | Вальехо                    | 1852 | Административный центр штата                                                                              |
| Калифорния Штат с 1850 года.        | Бениша                     | 1853 | Административный центр штата                                                                              |
| Калифорния Штат с 1850 года.        | Вальехо                    | 1853 | Административный центр штата                                                                              |
| Калифорния Штат с 1850 года.        | Сакраменто                 | 1854 | Административный центр штата                                                                              |
| Канзас Штат с 1861 года.            | Пауни                      | 1855 | Административный центр территории Канзас                                                                  |
| Канзас Штат с 1861 года.            | Лекомптон                  | 1856 | Де-юре Административный центр территории Канзас                                                           |
| Канзас Штат с 1861 года.            | Топика                     | 1856 | Де-факто Административный центр территории Канзас                                                         |
| Канзас Штат с 1861 года.            | Топика                     | 1861 | Административный центр штата                                                                              |
| Кентукки Штат с 1792 года.          | Данвилл                    | 1780 | Административный центр округа Кентукки Виргинии                                                           |
| Кентукки Штат с 1792 года.          | Боулинг-Грин               | 1861 | Правительственная столица КША (с ноября 1861 по февраль 1862)                                             |
| Кентукки Штат с 1792 года.          | Франкфорт                  | 1792 | Административный центр штата                                                                              |
| Колорадо Штат с 1876 года.          | Аурария                    | 1859 | Административный центр территории Джефферсон                                                              |
| Колорадо Штат с 1876 года.          | Колорадо-Спрингс           | 1861 | Административный центр территории Колорадо                                                                |
| Колорадо Штат с 1876 года.          | Голден                     | 1862 | Административный центр территории Колорадо                                                                |
| Колорадо Штат с 1876 года.          | Денвер                     | 1867 | Административный центр территории Колорадо                                                                |
| Колорадо Штат с 1876 года.          | Денвер                     | 1876 | Административный центр штата                                                                              |
| Коннектикут Штат с 1776 года.       | Нью-Хейвен                 | 1701 | Административный центр колонии                                                                            |
| Коннектикут Штат с 1776 года.       | Нью-Хейвен                 | 1776 | Административный центр штата                                                                              |
| Коннектикут Штат с 1776 года.       | Хартфорд                   | 1873 | Административный центр штата                                                                              |
| Луизиана Штат с 1812 года.          | Мобил-Бей                  | 1702 | Административный центр французской колонии                                                                |
| Луизиана Штат с 1812 года.          | Билокси                    | 1720 | Административный центр французской колонии                                                                |
| Луизиана Штат с 1812 года.          | Новый Орлеан               | 1722 | Административный центр французской и испанской колонии                                                    |
| Луизиана Штат с 1812 года.          | Новый Орлеан               | 1803 | Административный центр Орлеанской территории                                                              |
| Луизиана Штат с 1812 года.          | Новый Орлеан               | 1812 | Административный центр штата                                                                              |
| Луизиана Штат с 1812 года.          | Доналдсонвилл              | 1830 | Административный центр штата                                                                              |
| Луизиана Штат с 1812 года.          | Новый Орлеан               | 1831 | Административный центр штата                                                                              |
| Луизиана Штат с 1812 года.          | Батон-Руж                  | 1849 | Административный центр штата                                                                              |
| Луизиана Штат с 1812 года.          | Опелоусас                  | 1862 | Административный центр штата                                                                              |
| Луизиана Штат с 1812 года.          | Шривпорт                   | 1863 | Административный центр штата                                                                              |
| Луизиана Штат с 1812 года.          | Новый Орлеан               | 1865 | Административный центр штата                                                                              |
| Луизиана Штат с 1812 года.          | Батон-Руж                  | 1880 | Административный центр штата                                                                              |
| Массачусетс Штат с 1776 года.       | Бостон                     | 1630 | Административный центр колонии Массачусетс Бэй                                                            |
| Массачусетс Штат с 1776 года.       | Бостон                     | 1776 | Административный центр штата                                                                              |
| Миннесота Штат с 1858 года.         | Сент-Пол                   | 1849 | Административный центр территории Миннесота                                                               |
| Миннесота Штат с 1858 года.         | Сент-Пол                   | 1858 | Административный центр штата                                                                              |
| Миссисипи Штат с 1817 года.         | Натчез                     | 1798 | Административный центр территории Миссисипи                                                               |
| Миссисипи Штат с 1817 года.         | Вашингтон                  | 1802 | Административный центр территории Миссисипи                                                               |
| Миссисипи Штат с 1817 года.         | Натчез                     | 1817 | Административный центр штата                                                                              |
| Миссисипи Штат с 1817 года.         | Джэксон                    | 1821 | Административный центр штата                                                                              |
| Миссури Штат с 1821 года.           | Сент-Луис                  | 1765 | Административный центр французской колонии                                                                |
| Миссури Штат с 1821 года.           | Сент-Луис                  | 1804 | Административный центр территории Миссури                                                                 |
| Миссури Штат с 1821 года.           | Сент-Чарльз                | 1821 | Административный центр штата                                                                              |
| Миссури Штат с 1821 года.           | Джефферсон-Сити            | 1826 | Административный центр штата                                                                              |
| Мичиган Штат с 1837 года.           | Детройт                    | 1805 | Административный центр территории Мичиган                                                                 |
| Мичиган Штат с 1837 года.           | Детройт                    | 1837 | Административный центр штата                                                                              |
| Мичиган Штат с 1837 года.           | Лансинг                    | 1847 | Административный центр штата                                                                              |
| Монтана Штат с 1889 года.           | Баннак                     | 1864 | Административный центр территории Монтана                                                                 |
| Монтана Штат с 1889 года.           | Виргиния-Сити              | 1865 | Административный центр территории Монтана                                                                 |
| Монтана Штат с 1889 года.           | Хелена                     | 1875 | Административный центр территории Монтана                                                                 |
| Монтана Штат с 1889 года.           | Хелена                     | 1889 | Административный центр штата                                                                              |
| Мэн Штат с 1820 года.               | Портленд                   | 1820 | Административный центр штата де-юре                                                                       |
| Мэн Штат с 1820 года.               | Огаста                     | 1827 | Административный центр штата де-юре                                                                       |
| Мэн Штат с 1820 года.               | Портленд                   | 1832 | Административный центр штата де-факто                                                                     |
| Мэн Штат с 1820 года.               | Огаста                     | 1832 | Административный центр штата                                                                              |
| Мэриленд Штат с 1776 года.          | Сент-Мэрис-Сити            | 1634 | Административный центр провинции Мэриленд                                                                 |
| Мэриленд Штат с 1776 года.          | Аннаполис                  | 1694 | Административный центр провинции Мэриленд                                                                 |
| Мэриленд Штат с 1776 года.          | Аннаполис                  | 1777 | Административный центр штата. С 1783 по 1784 — столица США                                                |
| Небраска Штат с 1867 года.          | Омаха                      | 1854 | Административный центр территории Небраска                                                                |
| Небраска Штат с 1867 года.          | Линкольн                   | 1867 | Административный центр штата                                                                              |
| Невада Штат с 1864 года.            | Карсон-Сити                | 1861 | Административный центр территории Невада                                                                  |
| Невада Штат с 1864 года.            | Карсон-Сити                | 1864 | Административный центр штата                                                                              |
| Нью-Джерси Штат с 1776 года.        | Элизабеттаун               | 1686 | Административный центр провинции Нью-Джерси                                                               |
| Нью-Джерси Штат с 1776 года.        | Принстон                   | 1783 | Административный центр штата. Столица США                                                                 |
| Нью-Джерси Штат с 1776 года.        | Трентон                    | 1784 | Административный центр штата. Столица США с 1 ноября по 24 декабря 1784 года                              |
| Нью-Йорк Штат с 1776 года.          | Нью-Йорк                   | 1664 | Административный центр британской провинции Нью-Йорк                                                      |
| Нью-Йорк Штат с 1776 года.          | Кингстон                   | 1777 | Административный центр штата                                                                              |
| Нью-Йорк Штат с 1776 года.          | Харлей                     | 1777 | Административный центр штата                                                                              |
| Нью-Йорк Штат с 1776 года.          | Покипси                    | 1777 | Административный центр штата                                                                              |
| Нью-Йорк Штат с 1776 года.          | Нью-Йорк                   | 1788 | Административный центр штата; Столица США в 1785—1788 и 1789—1790 годах                                   |
| Нью-Йорк Штат с 1776 года.          | Олбани                     | 1797 | Административный центр штата                                                                              |
| Нью-Мексико Штат с 1912 года.       | Сан-Хуан                   | 1598 | Административный центр провинции Санта-Фе-де-Нуэво-Мехико                                                 |
| Нью-Мексико Штат с 1912 года.       | Санта-Фе                   | 1609 | Административный центр провинции Санта-Фе-де-Нуэво-Мехико                                                 |
| Нью-Мексико Штат с 1912 года.       | Санта-Фе                   | 1821 | Административный центр территории Нуэво-Мехико                                                            |
| Нью-Мексико Штат с 1912 года.       | Санта-Фе                   | 1850 | Административный центр территории Нью-Мексико                                                             |
| Нью-Мексико Штат с 1912 года.       | Санта-Фе                   | 1912 | Административный центр штата                                                                              |
| Нью-Гэмпшир Штат с 1776 года.       | Портсмут                   | 1679 | Административный центр провинции Нью-Хэмпшир                                                              |
| Нью-Гэмпшир Штат с 1776 года.       | Эксетер                    | 1775 | Административный центр штата                                                                              |
| Нью-Гэмпшир Штат с 1776 года.       | Конкорд                    | 1808 | Административный центр штата                                                                              |
| Огайо Штат с 1803 года.             | Маритта                    | 1788 | Административный центр Северо-Западной территории                                                         |
| Огайо Штат с 1803 года.             | Чилликоте                  | 1800 | Административный центр Северо-Западной территории                                                         |
| Огайо Штат с 1803 года.             | Чилликоте                  | 1803 | Административный центр штата                                                                              |
| Огайо Штат с 1803 года.             | Зейнсвилл                  | 1810 | Административный центр штата                                                                              |
| Огайо Штат с 1803 года.             | Чилликоте                  | 1812 | Административный центр штата                                                                              |
| Огайо Штат с 1803 года.             | Колумбус                   | 1816 | Административный центр штата                                                                              |
| Оклахома Штат с 1907 года.          | Гатри                      | 1889 | Административный центр территории Оклахома                                                                |
| Оклахома Штат с 1907 года.          | Гатри                      | 1907 | Административный центр штата                                                                              |
| Оклахома Штат с 1907 года.          | Оклахома-Сити              | 1910 | Административный центр штата                                                                              |
| Орегон Штат с 1859 года.            | Орегон-Сити                | 1848 | Административный центр территории Орегон                                                                  |
| Орегон Штат с 1859 года.            | Сейлем                     | 1851 | Административный центр территории Орегон                                                                  |
| Орегон Штат с 1859 года.            | Корвалис                   | 1855 | Административный центр территории Орегон                                                                  |
| Орегон Штат с 1859 года.            | Сейлем                     | 1855 | Административный центр территории Орегон                                                                  |
| Орегон Штат с 1859 года.            | Сейлем                     | 1859 | Административный центр штата                                                                              |
| Пенсильвания Штат с 1776 года.      | Филадельфия                | 1682 | Административный центр провинции Пенсильвания                                                             |
| Пенсильвания Штат с 1776 года.      | Филадельфия                | 1776 | Административный центр штата, в 1776, 1777, 1778—1783, 1790—1800 годах — столица США                      |
| Пенсильвания Штат с 1776 года.      | Ланкастер                  | 1799 | Административный центр штата, столица США в 1777 году                                                     |
| Пенсильвания Штат с 1776 года.      | Йорк                       |      | Столица США в 1777—1778 годах                                                                             |
| Пенсильвания Штат с 1776 года.      | Гаррисберг                 | 1812 | Административный центр штата                                                                              |
| Род-Айленд Штат с 1776 года         | Провиденс                  | 1776 | Административный центр штата                                                                              |
| Северная Дакота Штат с 1889 года.   | Янктон                     | 1861 | Административный центр территории Дакота, сейчас часть Южной Дакоты                                       |
| Северная Дакота Штат с 1889 года.   | Бисмарк                    | 1883 | Административный центр территории Дакота                                                                  |
| Северная Дакота Штат с 1889 года.   | Бисмарк                    | 1889 | Административный центр штата                                                                              |
| Северная Каролина Штат с 1776 года. | Чарлстон                   | 1670 | Колониальный административный центр                                                                       |
| Северная Каролина Штат с 1776 года. | Нью-Берн                   | 1712 | Колониальный административный центр                                                                       |
| Северная Каролина Штат с 1776 года. | Нью-Берн                   | 1776 | Административный центр штата                                                                              |
| Северная Каролина Штат с 1776 года. | Роли                       | 1794 | Административный центр штата                                                                              |
| Теннесси Штат с 1796 года.          | Роки-Маунт                 | 1790 | Административный центр Юго-Западной территории                                                            |
| Теннесси Штат с 1796 года.          | Ноксвилл                   | 1791 | Административный центр Юго-Западной территории                                                            |
| Теннесси Штат с 1796 года.          | Ноксвилл                   | 1796 | Административный центр штата                                                                              |
| Теннесси Штат с 1796 года.          | Кингстон                   |      | Административный центр штата один день в 1807 году                                                        |
| Теннесси Штат с 1796 года.          | Нашвилл                    | 1812 | Административный центр штата                                                                              |
| Теннесси Штат с 1796 года.          | Мерфрисборо                | 1818 | Административный центр штата                                                                              |
| Теннесси Штат с 1796 года.          | Нашвилл                    | 1826 | Административный центр штата                                                                              |
| Техас Штат с 1845 года.             | Лос-Адеас                  | 1721 | Колониальный административный центр, сейчас часть Луизианы                                                |
| Техас Штат с 1845 года.             | Сан-Антонио-де-Бехар       | 1772 | Колониальный административный центр                                                                       |
| Техас Штат с 1845 года.             | Сальтильо                  | 1824 | Административный центр штата Коауила и Техас                                                              |
| Техас Штат с 1845 года.             | Монклова                   | 1833 | Административный центр штата Коауила и Техас                                                              |
| Техас Штат с 1845 года.             | Вашингтон-на-Бразосе       | 1836 | Столица Республики Техас                                                                                  |
| Техас Штат с 1845 года.             | Галвестон                  | 1836 | Временная столица Республики Техас                                                                        |
| Техас Штат с 1845 года.             | Харрисбург                 | 1836 | Временная столица Республики Техас                                                                        |
| Техас Штат с 1845 года.             | Веласко                    | 1836 | Временная столица Республики Техас                                                                        |
| Техас Штат с 1845 года.             | Уэст-Колумбия              | 1836 | Временная столица Республики Техас                                                                        |
| Техас Штат с 1845 года.             | Хьюстон                    | 1837 | Столица республики Техас                                                                                  |
| Техас Штат с 1845 года.             | Остин                      | 1839 | Столица республики Техас, до 1839 года назывался Ватерлоо                                                 |
| Техас Штат с 1845 года.             | Остин                      | 1845 | Административный центр штата                                                                              |
| Флорида Штат с 1845 года.           | Сент-Огастин (Сан-Агустин) | 1565 | Административный центр испанской колонии Флорида                                                          |
| Флорида Штат с 1845 года.           | Сент-Огастин (Сан-Агустин) | 1821 | Административный центр территории Флорида; столица британской Восточной Флориды                           |
| Флорида Штат с 1845 года.           | Пенсакола                  | 1821 | Административный центр территории Флорида; столица британской Западной Флориды                            |
| Флорида Штат с 1845 года.           | Таллахасси                 | 1824 | Административный центр территории Флорида                                                                 |
| Флорида Штат с 1845 года.           | Таллахасси                 | 1845 | Административный центр штата                                                                              |
| Южная Дакота Штат с 1889 года.      | Янктон                     | 1861 | Административный центр территории Дакота                                                                  |
| Южная Дакота Штат с 1889 года.      | Бисмарк                    | 1883 | Административный центр территории Дакота, сейчас столица Северной Дакоты                                  |
| Южная Дакота Штат с 1889 года.      | Пирр                       | 1889 | Административный центр штата                                                                              |
| Южная Каролина Штат с 1776 года.    | Чарлстон                   | 1670 | Колониальный административный центр                                                                       |
| Южная Каролина Штат с 1776 года.    | Чарлстон                   | 1776 | Административный центр штата                                                                              |
| Южная Каролина Штат с 1776 года.    | Колумбия                   | 1786 | Административный центр штата                                                                              |
| Юта Штат с 1896 года.               | Филлмор                    | 1850 | Административный центр территории Юта                                                                     |
| Юта Штат с 1896 года.               | Солт-Лейк-Сити             | 1858 | Административный центр территории Юта                                                                     |
| Юта Штат с 1896 года.               | Солт-Лейк-Сити             | 1896 | Административный центр штата                                                                              |